# 태풍 무이파 (2022년)
태풍 무이파(MUIFA)는 2022년에 북서태평양에서 발생한 제12호 태풍이다. 무이파는 마카오에서 제출한 이름으로 매화를 의미한다.

## 태풍의 진행
태풍 무이파는 9월 8일 9시에 중심기압 1000hPa, 최대풍속 18m/s, 강풍 반경 165km의 열대폭풍으로 일본 오키나와 남남동쪽 약 1,200km 부근 해상에서 발생하였다.(일본 기상청 태풍정보 속보치 기준) 발생 이후 서북서~북북서진하면서 발달하였고, 9월 11일 3시에 대만 타이베이 남동쪽 약 470km 부근 해상에서 중심기압 950hPa, 최대풍속 44m/s의 매우 강한 태풍으로 최성기를 맞이하였다. 최성기 이후 느리게 북~북북서진하며 서서히 약화되었고, 9월 12일 12시에 일본 기상청 기준으로 중심기압 965hPa, 최대풍속 41m/s의 세력으로 일본 이시가키섬을 통과하였다. 중심기압이 상승한 것은 일본 기상청에서 이시가키섬의 실측치를 반영한 것으로 추정된다. 일본 이시가키섬 통과 이후 동중국해에 진출해서 거의 정체 및 북진하면서 9월 13일 9시에 일본 기상청 기준으로 중심기압 955hPa, 최대풍속 41m/s의 세력으로 다시 발달하였다. 재발달 이후 북~북북서진하면서 중국에 접근하였고, 9월 15일 3시에 일본 기상청 기준으로 중국 상하이에 중심기압 975hPa, 최대풍속 36m/s의 세력으로 상륙한 이후 중국 동해안을 따라 북북서~북진하며 육상 마찰로 인해 빠르게 약화 및 온대저기압화도 진행되어서, 9월 16일 9시에 중국 칭다오 북북동쪽 약 210km 부근 해상(보하이 만)에서 중심기압 994hPa의 온대저기압으로 변질되었다.

## 같이 보기
- 태풍 담레이 (2012년)
- 태풍 인파 (2021년)
- 태풍 힌남노